# Avian Science
Avian Science est la revue de l’European Ornithologists' Union. La revue publie des travaux sur tous les aspects de l’ornithologie, autant théoriques qu’appliqués, mais avec un accent sur la biologie des espèces européennes. Le premier numéro a été publié en décembre 2001, mais la revue a cessé de paraître après le numéro 3 du volume 3.